# Класен, Дейлон
Дейлон Кейтон Класен (англ. Daylon Kayton Claasen; 28 января 1990, Клерксдорп) — южноафриканский футболист, играющий на позиции полузащитника, игрок клуба «Марицбург Юнайтед».

## Клубная карьера
В самом начале своей футбольной карьеры Класен играл в молодежных футбольных клубах «Васко да Гама» и «Аякс». В декабре 2007 года Класен подписал пятилетний контракт с амстердамским «Аяксом». Летом 2008 года он присоединился к молодёжной команде «Аякса», а спустя два года клуб объявил о расторжении контракта.
В августе 2010 года перешёл в бельгийский «Льерс», подписав с командой трёхлетний контракт. В чемпионате Бельгии дебютировал 21 августа в матче против «Кортрейка», а первый гол забил 30 октября во встрече с командой «Эйпен». В первом сезоне Класен провёл в чемпионате 32 матча и забил 2 гола, а также принял участие в 4 матчах кубка страны. В апреле 2013 года было объявлено, что футболист покинет «Льерс» после окончания контракта.
Летом 2013 года Класен находился на просмотре в английском клубе «Эвертон», а затем отправился в «Халл Сити». 21 августа он подписал однолетний контракт с польским клубом «Лех».
В июне 2014 года он подписал контракт с немецким «Мюнхен 1860». Свой первый гол за эту команду он забил 8 августа 2015 года, и в итоге привёл свой клуб к победе (1:0).

## Международная карьера
Класен впервые сыграл за национальную сборную Южной Африки в 2010 году.